# Dineutus mexicanus
Dineutus mexicanus es una especie de escarabajo del género Dineutus, familia Gyrinidae. Fue descrita científicamente por Ochs en 1925.
Habita en México.